# Col du Mont-Noir
Le col du Mont-Noir est un col de montagne s'élevant à 1 421 mètres d'altitude dans le département français de l'Isère, dans l'ouest du massif du Vercors.

## Situation
Situé entièrement sur le territoire de la commune de Rencurel, dans l'espace forestier des Coulmes, ce passage sépare à quelques centaines de mètres près, le territoire communal de Rencurel, situé à l'est du col, des territoires des communes de Saint-Pierre-de-Chérennes à l'ouest, de Presles au sud-ouest et d'Izeron au nord-ouest de ce même col.

## Voie routière
Selon la carte IGN, la route qui franchit ce col est une voie forestière qui permet de joindre le col de Romeyère et le bourg de Rencurel vers la commune de Cognin-les-Gorges en surplombant les gorges du Nan.

## Pratique sportive
Le col du Mont-Noir est traversé par l'une des routes carrossables les plus élevées du Vercors et considéré comme l'un des plus difficiles du massif en cyclisme. Il est franchi lors de la 4e étape du Critérium du Dauphiné 2018, entre Chazey-sur-Ain et Lans-en-Vercors, avec un passage en tête de Dario Cataldo, et est classé hors catégorie.